# Große Synagoge (Wyschnyzja)

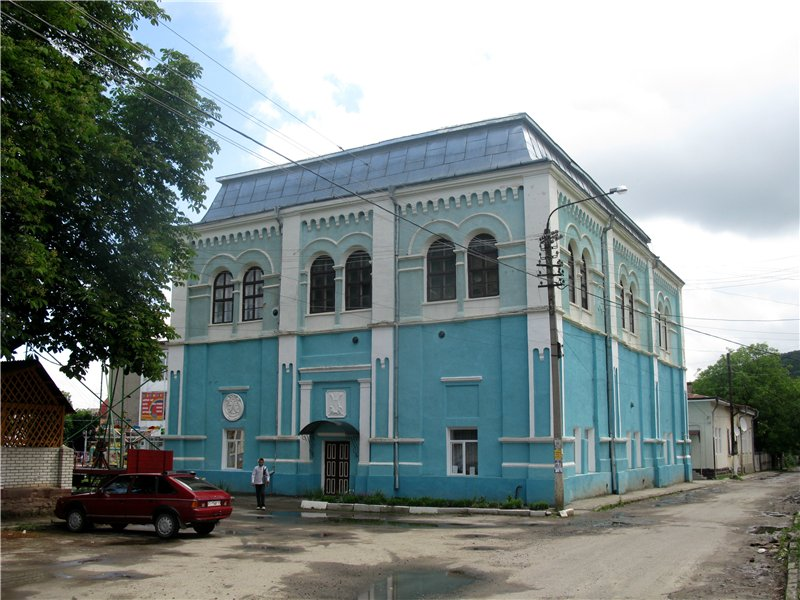
Große Synagoge in Wyschnyzja

Die Große Synagoge in Wyschnyzja, einer Rajonhauptstadt in der ukrainischen Oblast Tscherniwzi, wurde Mitte des 19. Jahrhunderts errichtet. 
Die profanierte Synagoge im Stil des Historismus gehörte der Gemeinde der jüdischen Reformbewegung. Heute wird das Gebäude als Kulturhaus der Stadt genutzt.